# Guercœur
Guercœur ist eine Oper (Originalbezeichnung: „Tragédie en musique“, Op. 12) in drei Akten und fünf Bildern von Albéric Magnard (Musik und Libretto). Sie entstand zwischen 1897 und 1901, erlebte ihre vollständige szenische Uraufführung aber nach zwei konzertanten Teilaufführungen erst posthum am 24. April 1931 im Palais Garnier der Pariser Oper in einer Rekonstruktion von Joseph Guy Ropartz.

## Handlung

### Kurzfassung
Erster Akt. Der Ritter und demokratische Freiheitskämpfer Guercœur ist gestorben und ins Paradies der Vérité (der Wahrheit) gekommen. Im Gegensatz zu den anderen Seelen dort kann er dies jedoch nicht genießen, sondern sehnt sich auf die Erde zu seiner Frau Giselle, seinem Freund und Schüler Heurtal und seinem Volk, das er in die Freiheit geführt hatte, zurück. Bonté (die Güte) und Beauté (die Schönheit) unterstützen sein Flehen. Souffrance (das Leiden) dagegen möchte ihn auf der Erde für seinen Hochmut strafen. Vérité stellt seinen Körper wieder her und schickt ihn ins Leben zurück.
Zweiter Akt. Die Situation auf der Erde hat sich in den zwei Jahren seit Guercœurs Tod verändert. Giselle ist eine Liebesbeziehung mit Heurtal eingegangen. Dieser wiederum hält sich nicht mehr an Guercœurs Prinzipien von Freiheit und Liebe und ist dabei, sich selbst zum Tyrannen aufzuschwingen. Das Volk leidet Hunger. Es kommt zu gewalttätigen Aufständen. Viele glauben Heurtals Versprechungen, dass eine Diktatur unter seiner Führung den Frieden wiederherstellen könne. Guercœur vergibt seiner Frau und sieht dem Treiben der Menschen eine Weile erschüttert zu. Als die Gewalttätigkeiten eskalieren, tritt er dazwischen und erinnert die Kämpfenden an seine Grundsätze. Dies bringt beide Parteien gegen ihn auf. Alle fallen über ihn her und töten ihn. Anschließend wenden sie sich wieder gegeneinander. Die Anhänger Heurtals siegen und ernennen diesen zum Diktator.
Dritter Akt. Guercœur wird erneut im Paradies aufgenommen. Er bittet die dortigen Gottheiten um Vergebung für seinen Hochmut und dankt besonders Souffrance, die ihm die Augen geöffnet habe. Vérité verheißt ihm, dass sich eines Tages sein Traum auf der Erde erfüllen werde. Er selbst werde sein Leiden vergessen. Die vier Gottheiten wiegen ihn in den Schlaf. Sein letztes Wort lautet „Espoir“ (Hoffnung). Vérité schickt Souffrance zur Erde, um dort an Guercœurs Grundsätze zu erinnern.

### Erster Akt: „Les regrets“ – Klagen
Im Paradies der Vérité, Traumlandschaft, Mondlicht, im Hintergrund umherirrende Schatten
Szene 1. Ein unsichtbarer Chor von Geistern preist Vérité, die Wahrheit, die sie das Leiden und die Sehnsüchte ihres irdischen Daseins vergessen lässt. Nur der Schatten des Ritters Guercœur sehnt sich zwei Jahre nach seinem Tod noch immer nach dem Leben zurück.
Szene 2. Die Schatten einer Frau und einer Jungfrau fragen Guercœur nach dem Grund für seine Unzufriedenheit. Die Frau erzählt ihm, dass sie ein glückliches Leben hatte, die Liebe sie aber im Lauf der Zeit ebenso wie ihre Kinder verlassen habe. Beide raten ihm, sich ihnen anzuschließen, um in Ewigkeit frei von Begierden zu wandeln. Guercœur fühlt sich unverstanden.
Szene 3. Der Schatten eines Dichters erzählt von der erfolgreichen Ausübung seiner Kunst, die nicht verhindern konnte, dass er letztlich Hunger leiden musste und von seinen Schülern verlassen wurde. Auch er besingt den Frieden des Vergessens im Paradies.
Szene 4. Guercœur sehnt sich nach seinen vergangenen Triumphen und der Liebe seiner Frau Giselle zurück. Die Schönheiten dieses Paradieses haben ihm nichts zu bieten. Er fleht Vérité an, seinen Wunsch zu erhören.
Szene 5. In einem Lichtschein im Hintergrund der Szene zeigt sich Vérité auf einem Thron, neben ihr Beauté, die Schönheit, und Bonté, die Güte – alle drei in blauen Gewändern. Zu ihren Füßen liegt Souffrance, das Leiden, dunkelrot gekleidet. Die Geister begrüßen und ehren die Gottheiten. Vérité ist gekommen, weil sie Guercœurs Flehen vernommen hat, und fordert ihn auf, seinen Wunsch vorzubringen. Guercœur erzählt ihr von seiner Liebe zu Giselle und seinen Taten als Ritter. Er habe zwar sein Land von der Herrschaft eines Tyrannen befreit, doch wegen seines frühen Todes kaum die Zärtlichkeiten seiner Frau genießen können. Sowohl Giselle als auch sein Volk haben ihm ewige Treue geschworen. Sein Schüler Heurtal habe inzwischen sein Werk vollendet. Guercœur fleht Vérité und ihre Begleiterinnen an, ihm das Leben zurückzugeben – sei es auch nur für einen einzigen Tag. Bonté und Beauté bitten Vérité, seinen Wunsch zu erfüllen, da er sie immer geachtet habe. Souffrance dagegen will Guercœur für seinen Hochmut strafen. Er soll ins Leben zurückkehren, um ihre Gesetze kennenzulernen. Vérité erhört Guercœurs Flehen. Die Schatten wünschen ihm Glück.
Szene 6. Umgeben von völliger Dunkelheit ruft Vérité die Naturmächte zusammen, um aus Guercœurs Asche einen neuen Körper zu formen. Nachdem dies vollbracht ist, schickt sie ihn auf die Erde zurück, ermahnt ihn aber, die von ihm verschmähten Seligkeiten ihres Paradieses nicht zu vergessen.
Szene 7. Vérité beschwört Bonté, über Guercœurs Seelenheil zu wachen.
Szene 8. Der Mond scheint wieder. Während Vérité, Beauté und Souffrance von Wolken verhüllt werden und die Schatten wieder ihren Gesang der ersten Szene anstimmen, steigt Bonté langsam vom Himmel herab und beklagt das grausame Schicksal. Die Stimme von Souffrance fordert noch einmal Guercœurs Bestrafung.

### Zweiter Akt

#### Erstes Bild: „Les illusions“ – Die Illusionen
Auf der Erde; der Gipfel eines bewaldeten Hügels; Morgengrauen im Frühling; im Hintergrund eine Stadt in einem Tal
Szene 1. Als Guercœur aus dem Schlaf erwacht, betrachtet er zunächst erstaunt seine Umgebung. Erfreut grüßt er die Natur und den Frühling und dankt Vérité für ihr Mitgefühl. Der Ort erweckt in ihm Erinnerungen an sein Leben mit Giselle. Er befürchtet, dass sein Anblick seine Lieben in Schrecken versetzen könnte.
Szene 2. Illusionen der Liebe und des Ruhms tanzen um ihn herum. Sie versichern ihm, dass Giselle und sein Volk nicht an seinen Tod glauben und ihn wie nach einer langen Reise als Geliebten und Helden empfangen werden.

#### Zweites Bild: „L’amante“ – Die Liebende
Ein Zimmer in der alten Wohnung Guercœurs; im Hintergrund große Glasfenster; links die Eingangstür, rechts ein von einem Vorhang verdeckter Alkoven; Möbel, Sitze, Blumen in Vasen
Szene 1. Heurtal und Giselle treten eng umschlungen aus dem Alkoven. Heurtal versichert Giselle seine glühende Liebe. Giselle erwidert diese zwar, gesteht aber, dass ihre Gedanken noch immer bei Guercœur weilen, dem sie einst ewige Treue geschworen hatte.
Szene 2. Vor dem Haus protestiert das vor Hunger und Elend verzweifelte Volk und fordert den Tod des Verräters Heurtal, der nach Guercœurs Tod die Macht ergriffen hat. Giselle öffnet besorgt das Fenster.
Szene 3. Unbeeindruckt von den Rufen schließt Heurtal das Fenster wieder. Er beruhigt Giselle damit, dass er wisse, wie man mit dem Volk umzugehen habe. Guercœur habe ihm zwar seine Macht hinterlassen, nicht aber seine Träume von der Freiheit. Er werde noch diesen Abend die Aufständischen niederwerfen und eine Diktatur errichten. Die Stadt werde Giselle schon morgen als Königin kennenlernen. Heurtal verabschiedet sich von ihr, um seine Pläne umzusetzen.
Szene 4. Allein im Zimmer zurückgeblieben, denkt Giselle über ihre Liebe zu Heurtal nach. Sie wünscht sich nichts mehr als ein Kind von ihm zu empfangen. Dennoch hat sie wegen Guercœur ein schlechtes Gewissen. Sie fragt sich, ob die Toten wohl ihre Taten und Gedanken beobachten. Sehnsüchtig wartet sie auf die Rückkehr Heurtals. Als sie Schritte hört, eilt sie dem Ankömmling entgegen und öffnet die Tür.
Szene 5. Nicht Heurtal, sondern Guercœur betritt die Wohnung. Er erklärt ihr, dass er ihre Liebe den Freuden des Paradieses vorziehe und dank der göttlichen Mächte zurückkehren durfte. Beschämt gesteht Giselle ihren Verrat und bittet ihn um Verzeihung. Guercœur ist schwer getroffen. Er hofft, dass ihm wenigstens das Volk die Treue gehalten hat. Da Giselle ihn jedoch weiterhin anfleht, beruhigt sich Guercœur allmählich und vergibt ihr. Er gibt ihr einen Friedenskuss und führt sie zum Bett, auf das sie niedersinkt. Nachdem er sie eine Weile stumm angeblickt hat, wendet er sich nachdenklich zur Tür.
Szene 6. In diesem Moment kehrt Heurtal zurück. Als er Guercœur erblickt, wird er für einen Moment aggressiv, doch Guercœur bleibt ruhig. Er erinnert seinen einstigen Freund an ihre Grundsätze von Freundschaft, Liebe und Freiheit und verlässt langsam die Wohnung.
Szene 7. Heurtal setzt sich nieder, um die Fassung wiederzugewinnen. Er redet sich ein, es müsse sich um einen Doppelgänger Guercœurs handeln. Ein solcher auf Seiten seiner Gegner könnte ihm vielleicht gefährlich werden. Giselle erzählt ihm, sie habe geträumt, dass Guercœur ihr vergeben habe. Jetzt könne sie ihn, Heurtal, vorbehaltlos lieben. Sie wirft sich in seine Arme.

#### Drittes Bild: „Le peuple“ – Das Volk
Öffentlicher Platz am Tag des Aufruhrs; links das Rathaus der Stadt mit einer Rednertribüne; rechts ein Haus mit einer Freitreppe; im Hintergrund weitere Häuser, teils verlassen, verbarrikadiert, in Ruinen oder in Flammen
Szene 1. Das Volk ist gespalten. Eine Gruppe von Männern jubelt Heurtal im Rathaus zu, während andere seinen Tod verlangen. Wütende Frauen auf dem Platz fordern Taten und ein Ende ihres Elends. Als sie Guercœur erblicken, wenden sich gegen diesen. Sie glauben, dass seine freiheitlichen Ideen zu der jetzigen Situation geführt haben, und verfluchen ihn. Im Rathaus erklingen Rufe, Heurtal zum Diktator zu ernennen. Die Frauen schließen sich diesem Wunsch an. Nur ein „guter Tyrann“ könne sie aus ihrer elenden Lage befreien. Der Aufstand eskaliert, und schon gibt es die ersten Toten.
Szene 2. Guercœur beobachtet entsetzt das Treiben. Er erkennt, dass das Volk nicht frei ist, sondern erneut der Sklaverei verfällt. Ausgerechnet sein Schüler Heurtal zwingt es unter sein Joch.
Szene 3. Jetzt strömt die Menge aus dem Rathaus. Die Gegner Heurtals versammeln sich auf der linken Seite um Guercœur. Seine weitaus zahlreicheren Anhänger rotten sich auf der anderen Seite zusammen. Heurtal ergreift das Wort. Immer wieder unterbrochen von seinen Gegnern verspricht er dem Volk Besserung unter seiner Diktatorschaft, da er die Ordnung wiederherstellen werde. Seine Anhänger greifen zu den Waffen, um sich auf ihre Feinde zu stürzen. Da wirft sich Guercœur zwischen die beiden Gruppen und fordert Einhalt. Als er sich entschieden gegen eine Diktatur ausspricht, glauben ihm auch seine Anhänger nicht mehr – er war schließlich Heurtals Freund. Die anderen halten ihn für einen Hochstapler. In seiner Verzweiflung ruft er aus: „Sklaven! Tötet doch mich! Tötet die Freiheit!“ Alle stürzen sich auf ihn. Tödlich verwundet sinkt Guercœur zu Boden. Anschließend bricht der Kampf zwischen den beiden Gruppen erneut aus. Die Anhänger Heurtals gewinnen die Oberhand und vertreiben ihre Gegner.
Szene 4. Die Sieger rufen Heurtal jubelnd und tanzend zum Diktator aus.
Szene 5. Als in der Nacht endlich Ruhe eingekehrt ist, erhebt sich Guercœur mit letzten Kräften und bittet Vérité um Vergebung für seinen Hochmut. Er stirbt. Im Hintergrund erklingen weitere Jubelrufe auf Heurtal.

### Dritter Akt: „L’espoir“ – Die Hoffnung
Im Himmel; eine Lichtung vor einer Allee aus riesigen Bäumen; links Sträucher auf einem Bett aus Blumen; mondbeschienene Traumlandschaft
Szene 1. Bonté und weitere Schatten bitten Vérité um Mitgefühl für die leidende Menschheit. Bonté informiert sie darüber, dass Guercœur erneut gestorben sei und in den Himmel kommen werde.
Szene 2. Guercœurs Schatten nähert sich wankend, gestützt von Souffrance. Bonté macht Souffrance Vorwürfe, bringt es aber nicht fertig, sie zu hassen.
Szene 3. Vérité und Beauté kommen hinzu. Souffrance bittet die Herrin, Guercœur seinen Hochmut zu verzeihen, da er hart dafür bestraft wurde. Er selbst bittet mit schlichten Worte um Vergebung. Bonté und Beauté weisen darauf hin, dass er trotz seines Unglücks seine Güte und Großherzigkeit bewahrt habe. Vérité gewährt ihm seine Bitte und verheißt ihm, dass das Vergessen seine Seele erleichtern werde. Guercœur erklärt sich selbst für unwürdig, dankt aber Souffrance dafür, ihm die Augen geöffnet zu haben. Sie habe ihm die Eitelkeiten des Lebens, des Wünschens, des Triumphs und des Stolzes offenbart. Er habe sie verkannt und begreife erst jetzt ihre heilige Mission: „Oh du, die unsere Makel tilgt, oh du, die die Helden und Mütter macht, oh du, die Jesus liebte, den freundlich Propheten. Lobpreis.“ Vérité verspricht ihm, dass sich eines Tages sein Lebenstraum auf der gesamten Erde erfüllen werde. Die Menschheit werde ihre Fehler erkennen und in Liebe und Freiheit wachsen. „Die Verschmelzung der Rassen, der Sprachen, wird [dem Menschen] die Kultur des Friedens geben. Durch die Arbeit wird er das Elend besiegen. Durch die Wissenschaft wird er den Schmerz besiegen, und um sich zu mir zu erheben, wird er Vernunft und Glauben vereinen.“ Auf einen Wink Vérités führt Souffrance Guercœur zu dem Blumenbett, wo er mit dem Wort „Espoir“ (‚Hoffnung‘) einschläft. Die vier Gottheiten singen ihm ein Wiegenlied, in dem sie ihren Wunsch ausdrücken, dass er seine Leiden für immer vergessen und in die Ewigkeit zurückkehren möge. Vérité schickt Souffrance zurück auf die Erde, um den Hochmut der Glücklichen zu dämpfen und den Helden den Traum Guercœurs zu offenbaren. Die Göttinnen ziehen sich zurück. Die Oper endet mit dem fortissimo gesungenen „Espoir“ des unsichtbaren Chores.

## Gestaltung

### Orchester
Die Orchesterbesetzung der Oper enthält die folgenden Instrumente:
- Holzbläser: drei Flöten (3. auch Piccolo), drei Oboen, Englischhorn, drei Klarinetten (3. auch Bassklarinette), drei Fagotte (3. auch Kontrafagott)
- Blechbläser: vier Hörner, drei Trompeten, drei Posaunen, Tuba
- Pauken, Schlagzeug: kleine Trommel, große Trommel, Rührtrommel, Triangel, Becken, Tamtam
- Celesta
- zwei Harfen
- Streicher

### Musik
Die Bezeichnung „tragédie en musique“ erinnert an die im 18. Jahrhundert beliebte Gattung der Tragédie lyrique. Der Guercœur allerdings steht zwischen Oper, Oratorium und Geistlichem Spiel. Symbolismen wie in diesem Werk finden sich auch bei Maurice Maeterlinck, Claude Debussy oder Paul Dukas. Beispielsweise verarbeitet Maeterlincks und Dukas’ Oper Ariane et Barbe-Bleue von 1907 ebenfalls das Motiv des nicht erkannten Glücks. Der religiös-philosophische Text steht in der Nachfolge des französischen Katholizismus Ernest Renans und Clémence Royers. Zugleich handelt es sich um eine „humanistisch geprägte Ideentragödie“. Ulrich Schreiber sah den Guercœur als „Erlösungsoper“ in der Nachfolge von Ernest Chaussons Le roi Arthus.
Magnard bekannte sich offen zu den Konzepten Richard Wagners, und auch der Guercœur enthält einige unverkennbare „Wagnerismen“. Dennoch ist die Musiksprache eigenständig. Die beiden Rahmenakte orientieren sich weder dramaturgisch noch harmonisch an Wagner. Der Volksaufstand im zweiten Akt ist realistisch dargestellt und wirkt geradezu expressionistisch. Die Instrumentierung entspricht derjenigen von Wagners Opern, klingt aber mehr nach Anton Bruckner. Leitmotive werden sparsam, aber zentral eingesetzt. Magnard nutzt die Wagner’schen Techniken nicht epigonal, sondern erweitert sie. Die Musiksprache der im Himmel spielenden Akte erinnert an den Parsifal, die des irdischen zweiten Akts dagegen mehr an Hector Berlioz. Während der Szenenwechsel gibt es Orchesterzwischenspiele in Magnards eigenem Personalstil. Besonders die Begegnung von Guercœur und Giselle zeichnet sich durch „lyrische Wärme und Vornehmheit“ („lyric warmth and nobility“) aus.

## Werkgeschichte
Albéric Magnard schrieb seine „Tragédie en musique“ Guercœur, seine zweite abendfüllende Oper, in den Jahren 1897 bis 1901. Sie wurde zu seinen Lebzeiten nie vollständig aufgeführt. Am 23. Februar 1908 wurde der erste Akt im Konservatorium von Nancy konzertant gespielt, und am 18. Dezember 1910 der dritte Akt bei den Concerts Colonne in Paris. 1914, zu Beginn des Ersten Weltkriegs, kam Magnard bei der privaten Verteidigung seines Landhauses in Baron gegen deutsche Soldaten ums Leben. Das Haus wurde angezündet, und er selbst sowie zahlreiche Manuskripte einschließlich der Partitur des ersten und dritten Akts des Guercœur verbrannten. Der Komponist Joseph Guy Ropartz, einer der wenigen Freunde Magnards, rekonstruierte deren Instrumentierung später aus dem Gedächtnis anhand des Klavierauszugs, den Magnard 1904 im Selbstverlag herausgegeben hatte. Das Manuskript des zweiten Akts blieb in der Bibliothèque nationale de France erhalten.
Die szenische Uraufführung der rekonstruierten Fassung fand am 24. April 1931 im Palais Garnier der Pariser Oper statt. Es dirigierte François Ruhlmann. Regie führte Pierre Chéreau. Das Bühnenbild stammte von André Boll. Die Solisten waren Arthur Endrèze (Guercœur), Yvonne Gall (Vérité), Germaine Hoerner (Bonté), Milly Morère (Beauté), Ketty Lapeyrette (Souffrance), Jeanne Manceau (l’ombre d’une femme), Jane Laval (L’ombre d’une vierge), Raoul Jobin (L’ombre d’un poète), Marisa Ferrer (Giselle) und Victor Forti (Heurtal).
Obwohl die Uraufführungsproduktion großen Erfolg hatte, konnte sich das Werk auf den Bühnen nicht durchsetzen, was wohl eher am religiös-philosophischen Sujet als an der Musik lag. 1951 gab es in Paris eine Aufführung für den Rundfunk.
Erst 2019 brachte das Theater Osnabrück die Oper in einer Inszenierung von Dirk Schmeding wieder szenisch zur Aufführung. Für die Bühne war Martina Segna verantwortlich, für die Kostüme Frank Lichtenberg und für die Videos Roman Kuskowski. Das Osnabrücker Symphonieorchester und der Chor des Theaters Osnabrück wurden geleitet von Andreas Hotz. Die Titelrolle sang Rhys Jenkins. Diese „szenisch strenge, Geist und Intentionen des Stücks in keinem Moment verratende Realisierung von der faszinierenden Musik“ (Uwe Schweikert) wurde viel beachtet. Manuel Brug charakterisierte die Oper in seiner Rezension in der Welt als „schön, tiefsinnig, schräg, bewegend, originell und süchtigmachend. So wie Oper eben im Idealfall sein sollte.“ Es sei eine „phänomenale Widerentdeckung, die bedeutendste der letzten Jahre“. In der Kritikerumfrage der Zeitschrift Opernwelt wurde die Produktion zur „Wiederentdeckung des Jahres“ gewählt. Deutschlandfunk Kultur sendete einen Mitschnitt der Premiere.
Die erste französische szenische Produktion nach der Uraufführung hatte am 28. April 2024 an der Opéra du Rhin in Straßburg Premiere. Die von Ingo Metzmacher dirigierte und von Christof Loy inszenierte Aufführung fand international eine positive Aufnahme.
Die Oper Frankfurt zeigte 2025 eine Neuinszenierung von David Hermann mit einem Bühnenbild von Jo Schramm, Kostümen von Sibylle Wallum und einem Lichtdesign von Joachim Klein. Die musikalische Leitung hatte Marie Jacquot. Die Titelrolle sang Domen Križaj, die Giselle Claudia Mahnke und den Heurtal AJ Glueckert.

## Aufnahmen
- 1933 – Arthur Endreze (Bariton).
 Auszüge („Où suis-je ?“ – „Le calme rentre dans mon cœur“)[16]
- 1951 – Tony Aubin (Dirigent).
 Bernard Demigny (Guercœur), Marcelle Bunlet (Vérité), Jacqueline Delusseux (Bonté), Jeanne Rolland (Beauté), Denise Scharley (Souffrance), Fréda Betti (L’ombre d’une femme), Yvette Darras (L’ombre d’une vierge), Joseph Peyron (L’ombre d’un poète), Marisa Ferrer (Giselle), Fernand Faniard (Heurtal).
 Studioaufnahme, stark gekürzt.
 Bourg CD: BGC 20-21.[16][17]:8940
- 1986 – Michel Plasson (Dirigent), Orchestre National du Capitole de Toulouse, Orfeon Donostiarra.
 José van Dam (Guercœur), Hildegard Behrens (Vérité), Anne Salvan (Bonté), Michèle Lagrange (Beauté), Nathalie Stutzmann (Souffrance), Hélène Jossoud (L’ombre d’une femme), Isabelle Manent (L’ombre d’une vierge), Jean-Luc Viala (L’ombre d’un poète), Nadine Denize (Giselle), Gary Lakes (Heurtal).
 Studioaufnahme, vollständig.
 EMI CD: 7 49193 8 (3 CDs).[1][17]:8941
- 15. Juni 2019 – Andreas Hotz (Dirigent), Osnabrücker Symphonieorchester, Chor des Theaters Osnabrück.
 Rhys Jenkins (Guercœur), Lina Liu (Vérité), Katarina Morfa (Bonté und L’ombre d’une femme), Erika Simons (Beauté und L’ombre d’une vierge), Nana Dzidziguri (Souffrance), Daniel Wagner (L’ombre d’un poète), Susann Vent-Wunderlich (Giselle), Costa Latsos (Heurtal).
 Live aus dem Theater Osnabrück.
 Radioübertragung auf Deutschlandfunk Kultur.[7][11]
- 2./4. Mai 2024 – Ingo Metzmacher (Dirigent), Christof Loy (Inszenierung), Orchestre philharmonique de Strasbourg, Chor der Opéra national du Rhin.
 Stéphane Degout (Guercœur), Catherine Hunold (Vérité), Eugenie Joneau (Bonté), Gabrielle Philiponet (Beauté), Adriana Bignagni Lesca (Souffrance), Marie Lenormand (L’ombre d’une femme), Alysia Hanshaw (L’ombre d’une vierge), Glen Cunningham (L’ombre d’un poète), Antoinette Dennefeld (Giselle), Julien Henric (Heurtal).
 Video; live aus der Opéra national du Rhin, Straßburg.
 Videostream auf Arte Concert.[18]